# آق‌قایا
آق‌قایا (تاتاری کریمه‌ای: Aq Qaya) یک کوه در شبه‌جزیره کریمه است.

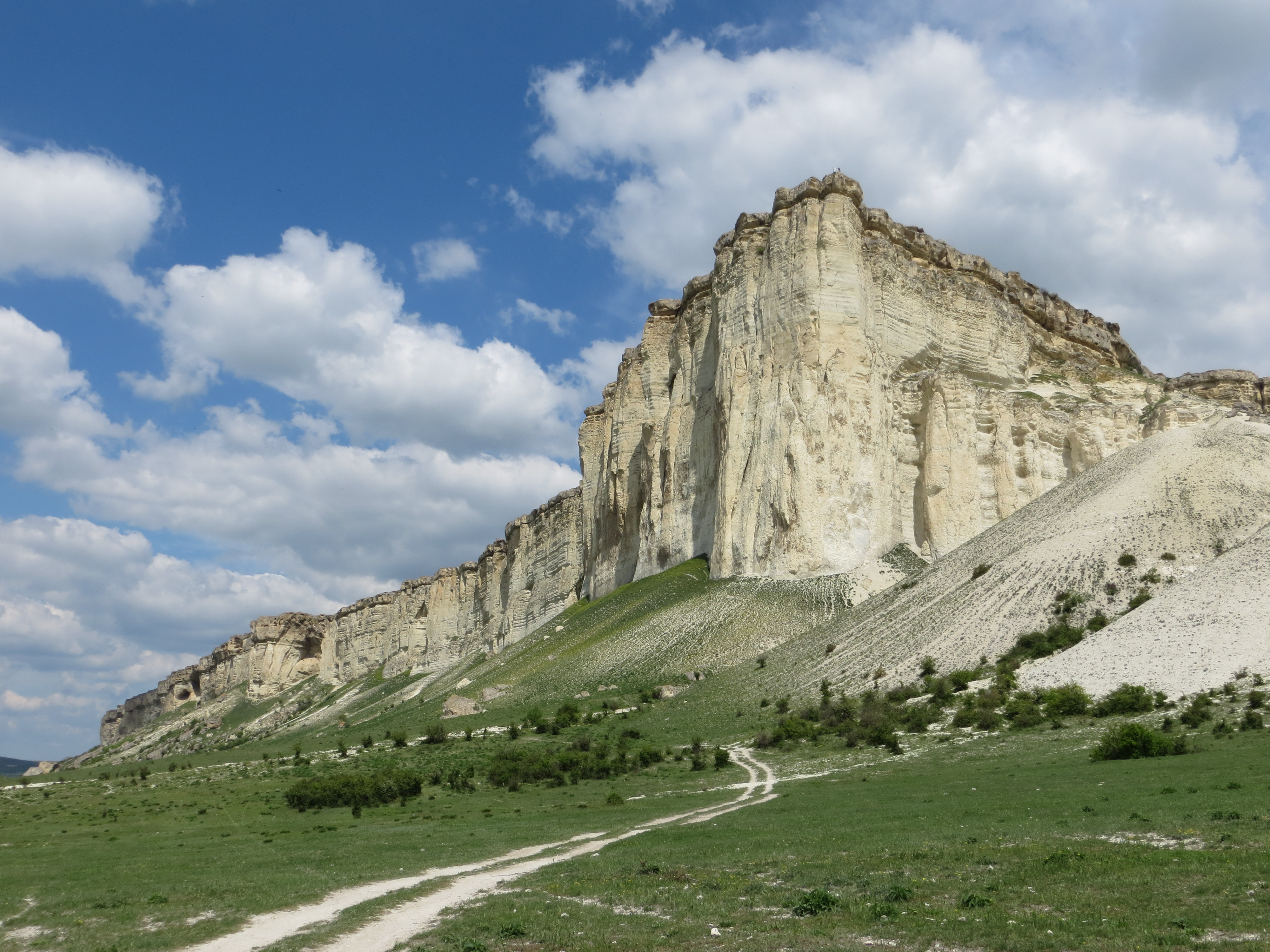
نمایی از آق‌قایا